# Chevrolet Spin
La Chevrolet Spin es un monovolumen del segmento B diseñado y producido por Chevrolet en Brasil por la General Motors do Brasil y en Indonesia por la GM Autoworld Indonesia. Utiliza la plataforma global de GM denominada Delta II, misma sobre la que se realizaron desarrollos como el Chevrolet Cobalt, Chevrolet Onix y Chevrolet Sonic
GM anunció en 2012 que comecializaría el vehículo globalmente en mercados en desarrollo y ensamblarlo también en la planta de GM en Bekasi (West Java), Indonesia. 
En cuanto a 2014, Spin para el mercado indonesio consta de 3 modelo depende de tipe motor y el desplazamiento. Los tres modelos son: [12]
Para 1.2l motor de gasolina viene con 2 embellecedores, LT y LS disponible en sólo transmisión manual de 5 velocidades
Para Diésel 1.3L motor tiene 2 ajustes, LT y LTZ, también con transmisión manual sólo
El motor de gasolina de 1,5 l tiene más ajustes que otras: 4 ajustes (LS, LT, LTZ y Activ) disponible en transmisión manual y automática de 5 velocidades, excepto Activ sólo están disponibles con transmisión automática.
Versión indonesia ofrece 7 asiento y tercera fila de ventilación en todos los modelos.
En Brasil, la Spin ha reemplazado la Chevrolet Meriva y a la Chevrolet Zafira de modo que GM de Brasil retira paulatinamente los desarrollos de Opel. Mientras que la primera generación de la Chevrolet Meriva fue desarrollada conjuntamente entre GM de Brasil y Opel, la segunda generación Chevrolet Meriva ha sido un desarrollo exclusivo de Opel.
En su versión LTZ (tope de gama) la Spin ofrece capacidad para transportar hasta siete pasajeros (agrega dos asientos móviles en la zona de carga)

## Galería de imágenes

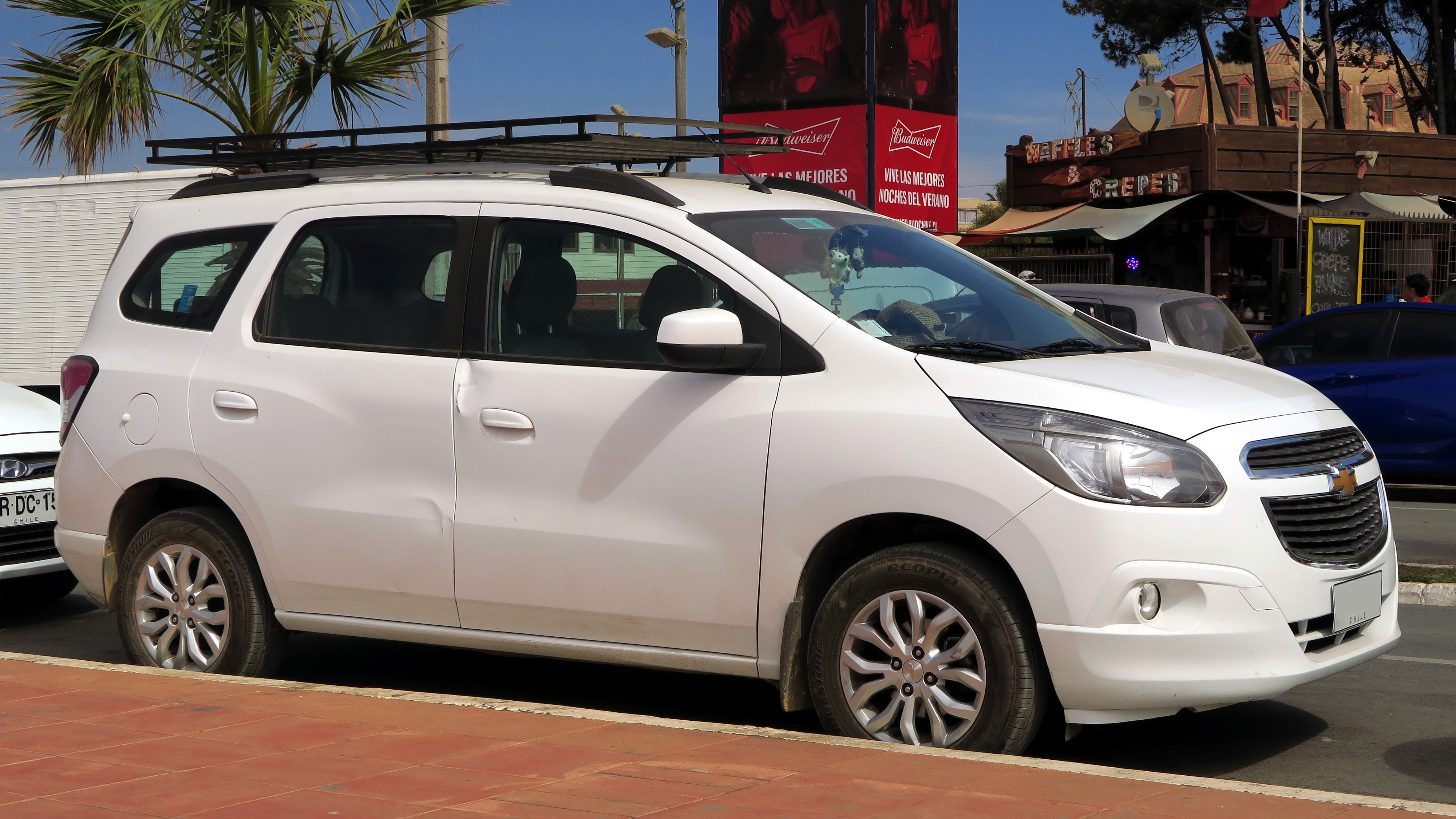
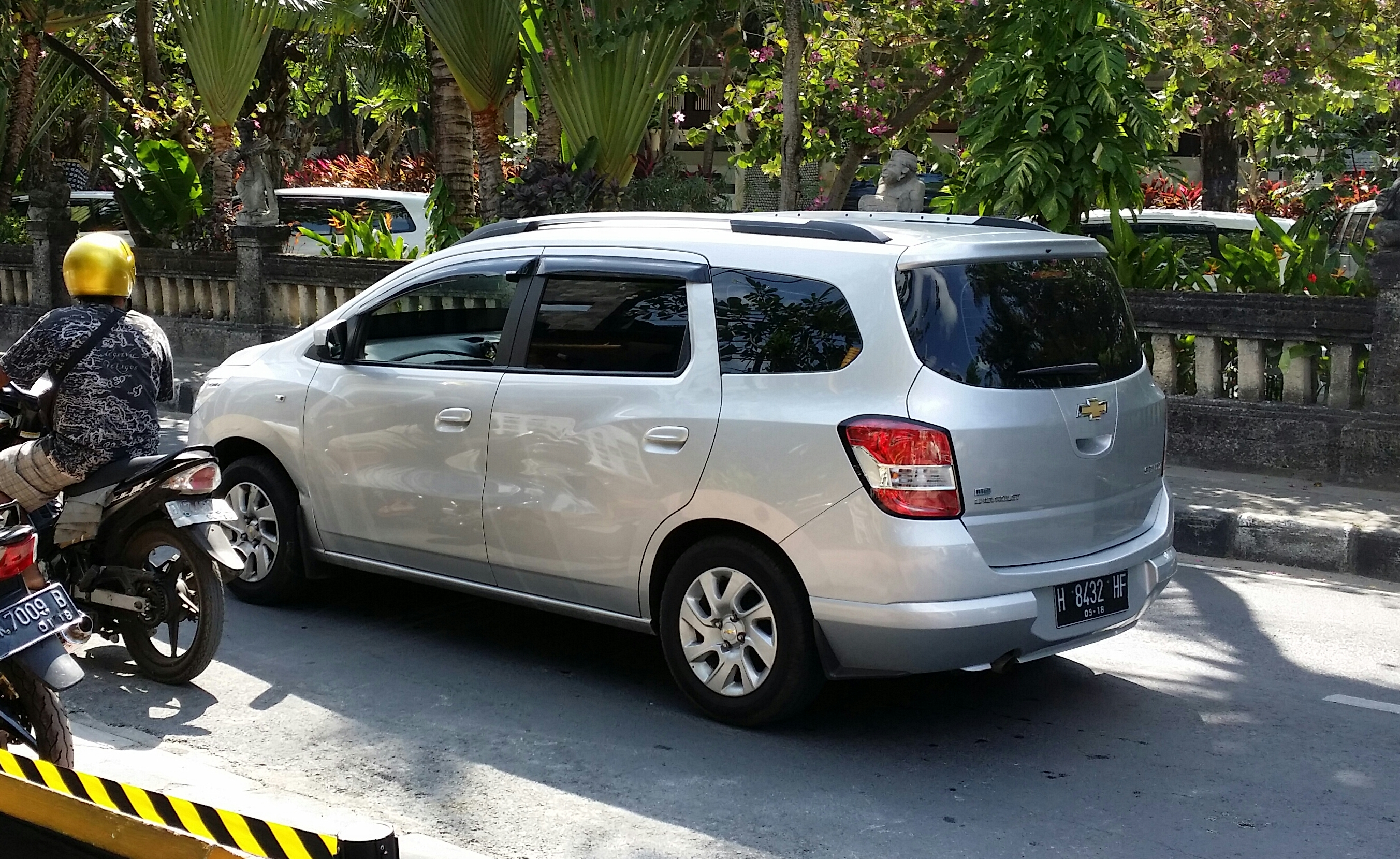